# Padec človeka (Tizian)
Padec človeka je slika padca človeka ali zgodba o Adamu in Evi beneškega umetnika Tiziana, ki sega v okoli leta 1550 in je zdaj v Pradu v Madridu. Na to vpliva Rafaelova freska iste teme v Stanca della Signatura v Vatikanskih muzejih, ki je imela tudi sedečega Adama in stoječo Evo, pa tudi gravura Albrechta Dürerja Adam in Eva za manjše podrobnosti. V nekem trenutku je bila v lasti tajnika kralja Filipa II. Antonia Péreza in jo je morda prvič naročil njegov oče. Leta 1585 je prišla v špansko kraljevsko zbirko, kjer jo je Rubens med letoma 1628 in 1629 kopiral za svojo različico teme.

## Opis in slog
Prizor je iz Stare zaveze knjige Geneze o izvirnem grehu, ki sta ga Adam in Eva izvedli s posledico padca človeka.
Verska ikonografija prikazuje Adama na levi strani drevo spoznanja in Evo na desni. Na drevesu je postavljena kača v obliki otroka, ki ponuja prepovedano sadje.
Adam v strahu in napetosti položi roko na Evina prsa, da bi jo ustavil, nato pa bo popusti in poje prepovedano sadje, za katerega je Bog naročil, naj ga ne jesta. Pred Evinimi nogami je  lisica.